# Spoorlijn Bazancourt - Challerange
De Spoorlijn Bazancourt - Challerange was een Franse spoorlijn van Bazancourt naar Challerange. De lijn was 52,4 km lang en heeft als lijnnummer 207 000.

## Geschiedenis
Het gedeelte tussen Bazancourt en Bétheniville werd aangelegd door de Chemin de fer de la Suippe en geopend op 11 mei 1872. Het trajectdeel tussen Bétheniville en Challerange werd aangelegd door de Compagnie des chemins de fer de l'Est en geopend op 1 december 1886. Personenvervoer op de lijn is opgeheven op 5 mei 1938. Tot 1971 heeft er nog goederenvervoer plaatsgevonden tussen Sommepy en Challerange, tot 1989 tot Sommepy en tot 2010 tot Dontrien. Het gedeelte tussen Bazancourt en Ste Marie-à-Py is nog aanwezig en buiten gebruik, de rest is opgebroken.

## Aansluitingen
In de volgende plaatsen is of was er een aansluiting op de volgende spoorlijnen:
Bazancourt
RFN 205 000, spoorlijn tussen Soissons en Givet
RFN 206 950, fly-over van Bazancourt
Challerange
RFN 208 000, spoorlijn tussen Challerange en Apremont
RFN 210 000, spoorlijn tussen Amagne-Lucquy en Revigny